# La Puerta, Veracruz
La Puerta är en ort i Mexiko.   Den ligger i kommunen Chicontepec och delstaten Veracruz, i den sydöstra delen av landet, 210 km nordost om huvudstaden Mexico City. La Puerta ligger 98 meter över havet och antalet invånare är 243.
Terrängen runt La Puerta är platt åt nordost, men åt sydväst är den kuperad. Runt La Puerta är det ganska tätbefolkat, med 83 invånare per kvadratkilometer. Närmaste större samhälle är Chicontepec de Tejada, 10,4 km söder om La Puerta. Trakten runt La Puerta består till största delen av jordbruksmark.